# Немиров (Львовская область)
Неми́ров (укр. Неми́рів) — бальнеологический курорт, посёлок в Яворовской городской общине Яворовского района Львовской области Украины.

## Географическое положение
Современный Немиров находится в 25 км восточнее Любачева, в 79 [84] км к северо-западу от Львова (по шоссе М10/Е40 Львов — Краковец — Жешув, через Яворов; и ≈ 58 км через Брюховичи), и 18 км севернее районного центра Яворов; расположен над речкой Смердюк, в окружении сосново-лиственного лесного массива. В районе Немирова — возвышенность Расточье (выс. до 414 м); в центре курорта — парк (преобладают сосна, дуб, бук).

## Климат
Климат умеренный континентальный. Зима умеренно мягкая; средняя температура января −6 °C, часты оттепели, снежный покров неустойчив. Лето тёплое; средняя температура июля +18 °C; преобладают ясные, солнечные дни (преимущественно с середины июня до конца сентября). Осень сухая, тёплая. Осадков ок. 600 мм в год, гл. обр. — в июне-июле. Число часов солнечного сияния ок. 1500 в год.
 (см. также раздел Ссылки)

## История
Территория, на которой расположен Немиров, была заселена ещё в XIII в. Вблизи поселка имеется урочище Воротня. Есть предположение, что именно оно под названием «Ворота» упоминается в Галицко-Волынской летописи при описании битвы войск Василька Романовича и Шварна Даниловича с войсками польского князя Болеслава Стыдливого в 1266 г.
Бытующая и поныне легенда связывает происхождение названия Немирова с борьбой против татар. В ней рассказывается, что на месте посёлка в давние времена был окружен татарский отряд. Когда окружённые попросили мира, им ответили: «Не мир», и отряд был разгромлен, а возникший здесь позже посёлок назвали Немировым.
Первое письменное упоминание о нём относится к 1580 г., когда грамотой польского короля Немирову было предоставлено Магдебургское право. Он стал городом, входил в Белзское воеводство.
В XVIII ст. в Немирове было хорошо развито бумажное, стекольное производство и ткачество, что превратило его в один из ремесленных центров Галичины. Так, ткачи города объединились в цех, их цеховой устав учреждён в 1624 г., а в 1758 г. — ещё раз был подтвержден королём.
В Немирове был замок; торговцы и ремесленники жили вне замка.
Город несколько раз пострадал от набегов татар. 7 октября 1672 г. под Немировым польские войска разбили ордынцев и освободили от полона несколько тысяч человек, в том числе жителей города. В честь 200-летия этой битвы (1872) в Немирове был сооружён памятник, сохранившийся и поныне.
Известный немецкий путешественник Ульрих Вердум, посетивший Немиров в 1671 г., описал его как: «…хороший город, окружённый земляными валами, с деревянными воротами. С юга его защищает озеро, на берегу которого стоит прекрасный замок». Запомнились путешественнику также деревянная церковь, костёл и деревянная ратуша. До настоящего времени сохранились в юго-восточной части городка остатки земляного вала. Среди жителей и теперь бытуют старинные названия отдельных частей города: «Восточный Вал», «Западный Вал», «За Валом», «Брама», «Брамщина».
В 1772 г. после присоединения Галиции к Австро-Венгрии Немиров считался местечком, был центром уезда, относился к Жолковскому округу.

Во второй половине XVIII ст. в Немирове уже были почта и аптека. Начальную школу здесь открыли в 1794 г.
Основной природный лечебный фактор курорта — воды мин. источников (вблизи Немирова), целебные свойства которых местным жителям, по преданию, были известны издавна [использовались с леч. целями ещё в XVI веке]. В 1814 г. владелец Немирова (частный предприниматель) граф Игнаций Хиларий Мощинский на свои средства построил здесь несколько помещений для ванн [небольшую бальнеолечебницу] и жилья, положив тем самым начало Немировскому курорту. Тогда же был изучен химический состав воды из немировского источника. В 1817 здесь был построен отдельный дом для лечившихся евреев.
Первые комплексные исследования сделали Карл Штеллер (1821) и Теодор Торосевич (1830, 1834 г.). После официально подтверждённого анализом целебного воздействия этой сероводородной воды, считающейся самой лучшей в Галичине, курорт широко разрекламировали. Однако пропускная способность его была невелика — 200 больных в год, а лечение — дорогим; лечение проводилось частнопрактикующими врачами и было недоступно широким слоям населения. После пожара 1824 г. вплоть до конца века курорт оставался запущенным, хотя в 1870 на курорте был устроен театр и зал для отдыха и развлечений лечившихся.
В 1892 г. численность жителей Немирова составляла 4520 чел. В 1905—1906 гг. здесь построены бальнеологическая больница и деревянные павильоны. В 1912 г. возведено новое помещение для ванн. Тогда же стала впервые применяться с лечебной целью торфяная грязь. Кроме санаторных домиков тут находилось 10 вилл для приема гостей, оборудованных ваннами с минеральной водой и целебными грязями. Для приятного времяпрепровождения гостей здесь функционировали теннисные корты, читальни, ставо́к с лодками, по воскресным дням проводились музыкальные фестивали и вечера.
 Курорт стал приобретать всё большую известность.
В годы Первой Мировой войны (в сентябре 1914 г. и июле 1915 г.) город и курорт дважды становился ареной ожесточённых боев между австро-венгерскими и российскими войсками и подвергся значительным разрушениям (развитие его приостановилось).
В период с 1921 по 1939, когда Немиров входил в состав Польши, велось строительство гл. обр. частных дач и пансионов.
В 1926 г. началось интенсивное восстановление и развитие курорта. Его годовая пропускная способность выросла до 1200 чел. К 1939 году это был город с населением более 3000 человек.
После воссоединения Западной Украины с УССР, в январе 1940 г. был создан Немировский район Львовской области, и Немиров стал посёлком городского типа. Население пгт тогда составляло 3016 чел.
 В 1939 в Немирове на базе частных пансионов открыт санаторий, начато научное изучение курортных ресурсов.
22 июня 1941 г. в 4 часа утра Немиров и курорт подверглись жестокой бомбардировке фашистов, а уже 24 июня 1941 г. немецкие захватчики оккупировали его.
 22 июля 1944 г. Немиров освободили войска 1-го Украинского фронта (1-й гвардейский конный корпус и 41-я стрелковая
дивизия).
 В первые послевоенные годы были восстановлены основные леч. учреждения, и в 1949 Немиров вновь принял на лечение больных.
В 1958 г. территория Немировского района в связи с укрупнением районов была присоединена к Рава-Русскому, а в 1963 г. — к Яворовскому району.
Жизнь Немирова — в большой степени связана с развитием и функционированием курорта «Немиров» — одного из старейших украинских бальнео-курортов.

## Курорт
На курорте имеются 6 мин. источников, сут. дебит которых св. 200 м3. Вода всех источников однотипна, относится к сульфидным сульфатно-гидрокарбонатным кальциевым; минерализация невысока и колеблется от 0,9 до 2,6 г/л; содержание сероводорода от 21 до 145 мг/л. Воду используют для ванн. Наряду с мин. водой прменяют также грязелечение, для которого используют грязь близлежащего месторождения (торфяника), представляющую собой смесь ила и минерализованного торфа. Кроме того, применяют озокеритолечение, леч. физкультуру, ингаляции и др.
На курорте осуществляется лечение больных с заболеваниями органов кровообращения, движения и опоры, периферической нервной системы, кожи. Организовано также амбулаторно-курсовочное лечение. Функционирует профсоюзный санаторий «Немиров» (550 мест, в том числе 250 мест круглогодично). Имеется бальнеолечебница, грязелечебница.

## Транспорт
В 22 км от ж.-д. ст. Рава-Русская.

## Достопримечательности
В курортном парке санатория произрастает знаменитый заповедный Немировский дуб. Обхват его ствола — 8 м, высота — 26 м, возраст — около 1000 лет. По легенде под этим дубом венчался Б. Хмельницкий. Дуб имеет ограждение, однако отсутствует охранный знак указывающий на то, что это памятник природы.

## Галерея

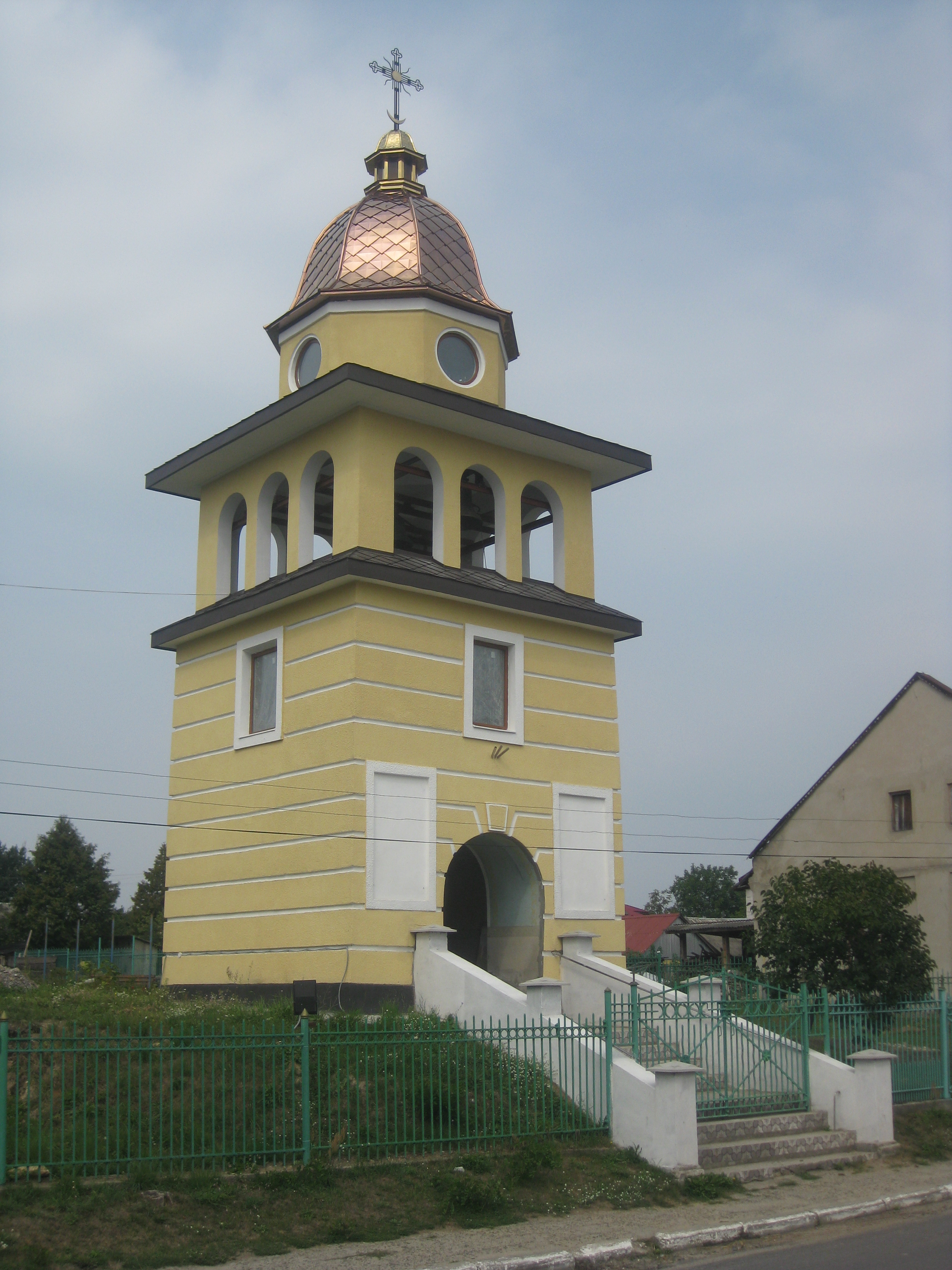
Колокольня
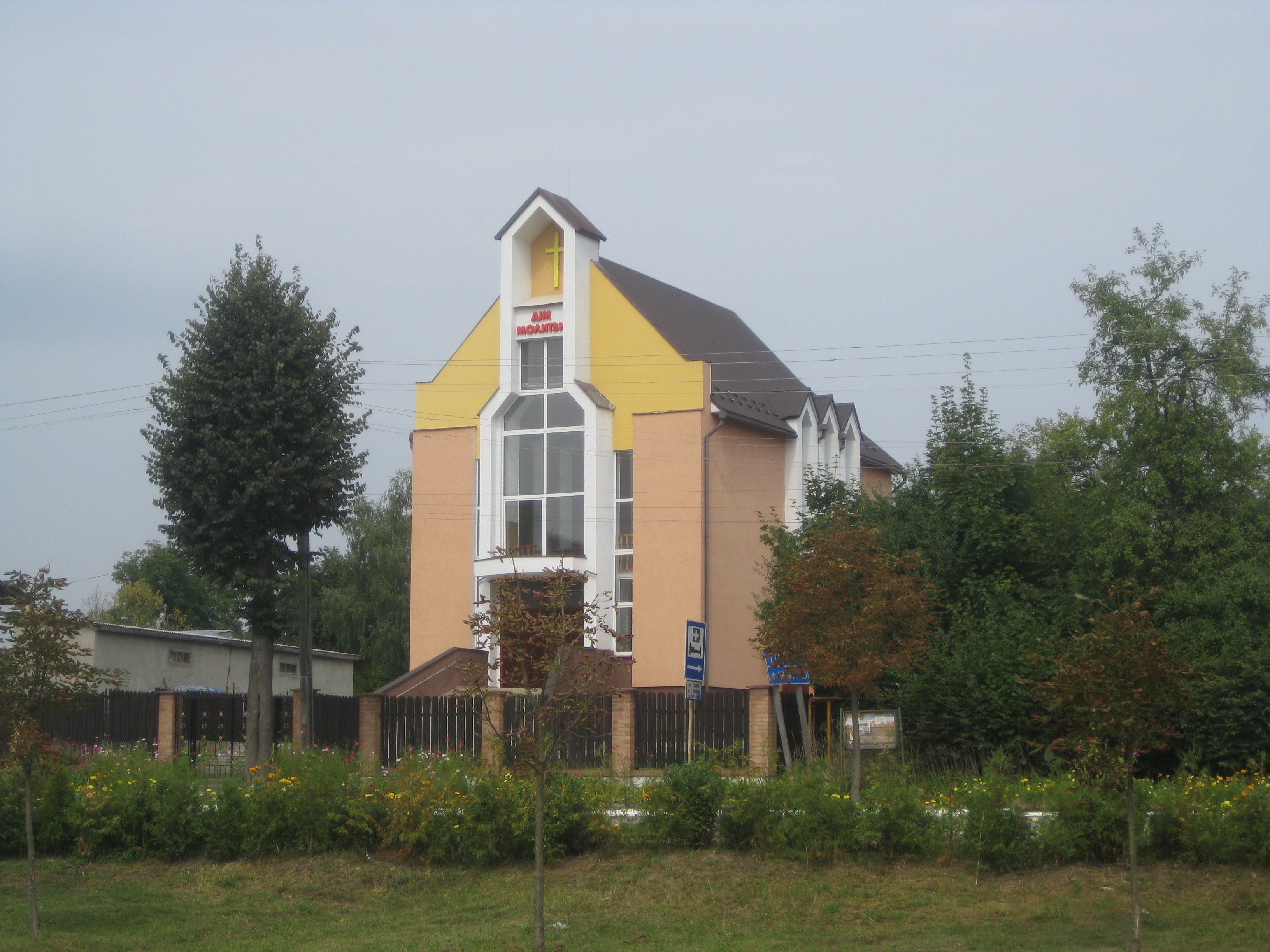
Протестантская молельня
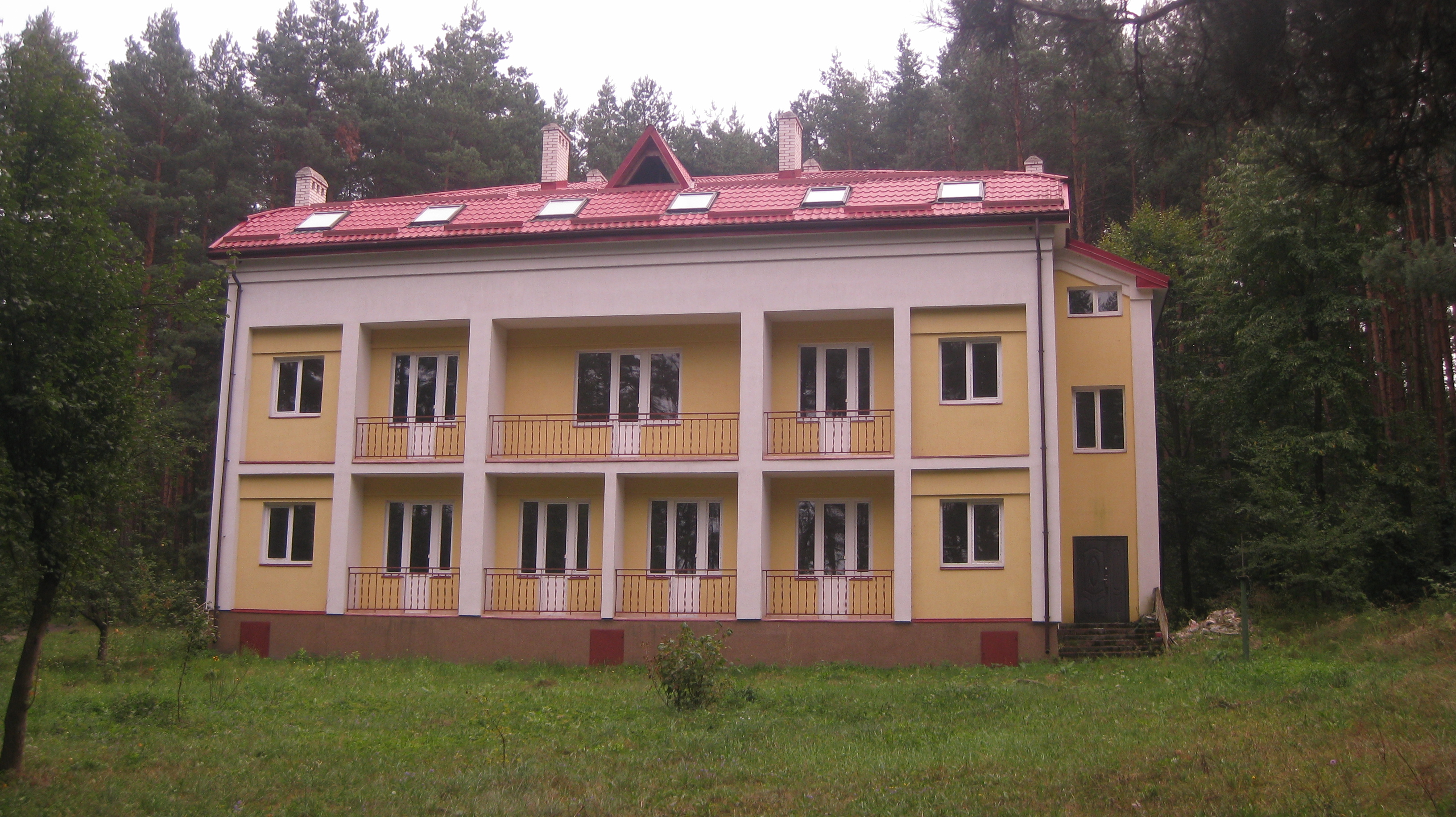
Санаторий «Немирівська пуща»
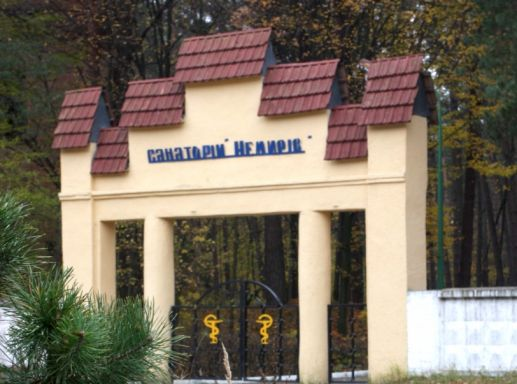
Санаторий «Немирів»